# Liste des mammifères à Malte

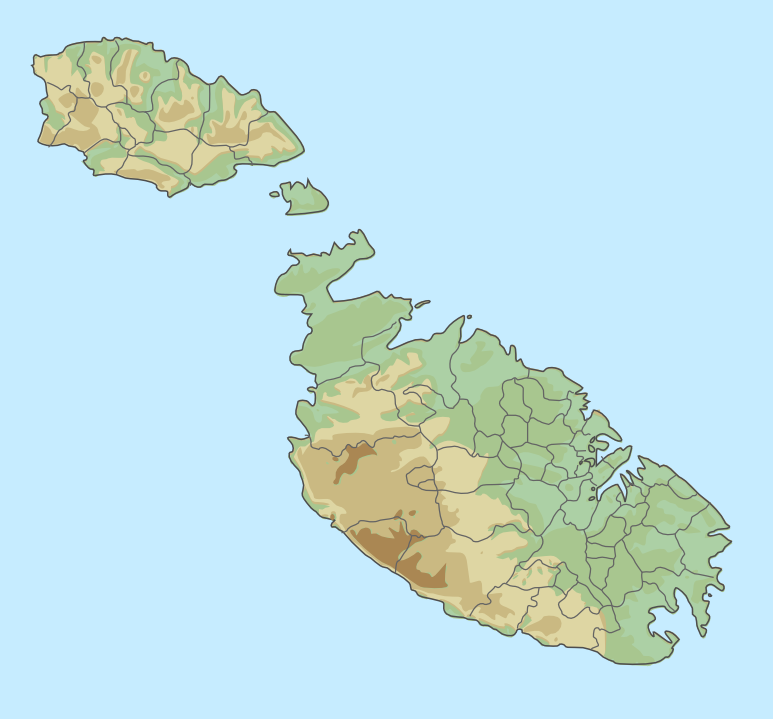
Carte topographique de Malte.

Localisation de Malte en Europe.

Cette liste commentée recense la mammalofaune à Malte. Elle répertorie les espèces de mammifères maltais actuels et celles qui ont été récemment classifiées comme éteintes (à partir de l'Holocène, depuis donc 11 700 ans av. J.‑C.). Cette liste comporte 39 espèces réparties en huit ordres et seize familles, dont une est « en danger critique d'extinction », une autre est « en danger », une encore est « vulnérable », trois sont « quasi menacées » et trois autres ont des « données insuffisantes » pour être classées (selon les critères de la liste rouge de l'UICN au niveau mondial).
Elle contient au moins huit espèces introduites sur ce territoire, qui sont plus ou moins bien acclimatées. Il peut contenir aussi dans cette liste des animaux non reconnus par la liste rouge de l'UICN (aucun mammifère ici) et ils sont classés en « non évalué » : cela étant dû notamment au manque de données et à des espèces domestiques, disparues ou éteintes avant le XVIe siècle. Il n'existe pas à Malte d'espèces de mammifères endémiques. Comme sous-espèce endémique, il y a Crocidura sicula calypso.

## Statuts de la liste rouge de l'UICN
Les statuts de conservation utilisés par la liste rouge de l'UICN mondiale sont :
| (EX) | Éteint                  | Il n'y a pas le moindre doute sur le fait que le dernier spécimen recensé est mort.                                                                   |
| (EW) | Éteint à l'état sauvage | L'espèce est connue uniquement en captivité ou en tant que population naturalisée bien en dehors de son ancienne aire de répartition.                 |
| (CR) | En danger critique      | L'espèce risque prochainement de s'éteindre à l'état sauvage.                                                                                         |
| (EN) | En danger               | L'espèce fait face à un très gros risque d'extinction à l'état sauvage.                                                                               |
| (VU) | Vulnérable              | L'espèce fait face à un gros risque d'extinction à l'état sauvage.                                                                                    |
| (NT) | Quasi menacé            | L'espèce ne satisfait pas un ou plusieurs des critères prévus qui permettraient de la catégoriser, mais pourrait risquer de s'éteindre dans le futur. |
| (LC) | Préoccupation mineure   | Il n'y a pas de risque identifiable pour l'espèce. |
| (DD) | Données insuffisantes   | Il n'y a pas d'information adéquate qui permettraient de faire une évaluation des risques pour cette espèce.                                          |
| (NE) | Non évalué              | L'espèce n'a pas encore été confrontée aux critères précédents, n'est pas reconnue par l'UICN ou bien s'est éteinte avant le XVIe siècle.             |

## Ordre:Primates

### Famille:Hominidés
| Nom binominal, nom vulgaire et citation d'auteurs | Nom vulgaire maltais (Mt) et anglais (En) (langues officielles de Malte) | Origine et statut à Malte | Aire de répartition                    | Statut UICN mondial | Image         |
| ------------------------------------------------- | ------------------------------------------------------------------------ | ------------------------- | -------------------------------------- | ------------------- | ------------- |
| Homo sapiens (Homme moderne) Linnaeus, 1758       | Mt : Bniedem En : Human                                                  | Autochtone,               | Aire de répartition de l'Homme moderne | [ 2 ]               | Homme moderne |

## Ordre:Lagomorphes

### Famille:Léporidés
| Nom binominal, nom vulgaire et citation d'auteurs         | Nom vulgaire maltais (Mt) et anglais (En) (langues officielles de Malte) | Origine et statut à Malte | Aire de répartition                     | Statut UICN mondial | Image            |
| --------------------------------------------------------- | ------------------------------------------------------------------------ | ------------------------- | --------------------------------------- | ------------------- | ---------------- |
| Oryctolagus cuniculus (Lapin de garenne) (Linnaeus, 1758) | Mt : Fenek salvagg En : European rabbit                                  | Allochtone (Introduit),   | Aire de répartition du Lapin de garenne | [ 4 ]               | Lapin de garenne |

## Ordre:Rodentiens

### Famille:Muridés
| Nom binominal, nom vulgaire et citation d'auteurs      | Nom vulgaire maltais (Mt) et anglais (En) (langues officielles de Malte) | Origine et statut à Malte | Aire de répartition                    | Statut UICN mondial | Image           |
| ------------------------------------------------------ | ------------------------------------------------------------------------ | ------------------------- | -------------------------------------- | ------------------- | --------------- |
| Apodemus sylvaticus (Mulot sylvestre) (Linnaeus, 1758) | Mt : Gurdien tar-Raba En : Wood mouse                                    | Autochtone                | Aire de répartition du Mulot sylvestre | [ 6 ]               | Mulot sylvestre |
| Mus musculus (Souris grise) Linnaeus, 1758             | Mt : Gurdien ta' l-Imramma En : House mouse                              | Allochtone (Introduit),   | Aire de répartition de la Souris grise | [ 7 ]               | Souris grise    |
| Rattus norvegicus (Rat surmulot) (Berkenhout, 1769)    | Mt : Far tal-Kampanja En : Brown rat                                     | Allochtone (Introduit)    | Aire de répartition du Rat surmulot    | [ 9 ]               | Rat surmulot    |
| Rattus rattus (Rat noir) (Linnaeus, 1758)              | Mt : Gurdien iswed En : Black rat                                        | Allochtone (Introduit)    | Aire de répartition du Rat noir        | [ 10 ]              | Rat noir        |

## Ordre:Érinacéomorphes

### Famille:Érinacéidés
| Nom binominal, nom vulgaire et citation d'auteurs         | Nom vulgaire maltais (Mt) et anglais (En) (langues officielles de Malte) | Origine et statut à Malte | Aire de répartition                       | Statut UICN mondial | Image              |
| --------------------------------------------------------- | ------------------------------------------------------------------------ | ------------------------- | ----------------------------------------- | ------------------- | ------------------ |
| Atelerix algirus (Hérisson d'Algérie) (Lereboullet, 1842) | Mt : Qanfud En : North African hedgehog                                  | Allochtone (Introduit)    | Aire de répartition du Hérisson d'Algérie | [ 12 ]              | Hérisson d'Algérie |

## Ordre:Soricomorphes

### Famille:Soricidés
| Nom binominal, nom vulgaire et citation d'auteurs   | Nom vulgaire maltais (Mt) et anglais (En) (langues officielles de Malte) | Origine et statut à Malte | Aire de répartition                           | Statut UICN mondial | Image               |
| --------------------------------------------------- | ------------------------------------------------------------------------ | ------------------------- | --------------------------------------------- | ------------------- | ------------------- |
| Crocidura sicula (Crocidure de Sicile) Miller, 1900 | Mt : — aucun — En : Sicilian shrew                                       | Autochtone                | Aire de répartition de la Crocidure de Sicile | [ 13 ]              | Crocidure de Sicile |
| Suncus etruscus (Pachyure étrusque) (Savi, 1822)    | Mt : Gurdien ta' Halqu twil En : Etruscan shrew                          | Autochtone                | Aire de répartition du Pachyure étrusque      | [ 14 ]              | Pachyure étrusque   |

## Ordre:Chiroptères

### Famille:Molossidés
| Nom binominal, nom vulgaire et citation d'auteurs         | Nom vulgaire maltais (Mt) et anglais (En) (langues officielles de Malte) | Origine et statut à Malte | Aire de répartition                       | Statut UICN mondial | Image              |
| --------------------------------------------------------- | ------------------------------------------------------------------------ | ------------------------- | ----------------------------------------- | ------------------- | ------------------ |
| Tadarida teniotis (Molosse de Cestoni) (Rafinesque, 1814) | Mt : — aucun — En : European free-tailed bat                             | Autochtone                | Aire de répartition du Molosse de Cestoni | [ 15 ]              | Molosse de Cestoni |

### Famille:Rhinolophidés
| Nom binominal, nom vulgaire et citation d'auteurs             | Nom vulgaire maltais (Mt) et anglais (En) (langues officielles de Malte) | Origine et statut à Malte       | Aire de répartition                     | Statut UICN mondial | Image            |
| ------------------------------------------------------------- | ------------------------------------------------------------------------ | ------------------------------- | --------------------------------------- | ------------------- | ---------------- |
| Rhinolophus ferrumequinum (Grand Rhinolophe) (Schreber, 1774) | Mt : — aucun — En : Greater horseshoe bat                                | Autochtone (Peut-être disparu), | Aire de répartition du Grand Rhinolophe | [ 16 ]              | Grand Rhinolophe |
| Rhinolophus hipposideros (Petit Rhinolophe) (Bechstein, 1800) | Mt : — aucun — En : Lesser horseshoe bat                                 | Autochtone                      | Aire de répartition du Petit Rhinolophe | [ 17 ]              | Petit Rhinolophe |

### Famille:Vespertilionidés
| Nom binominal, nom vulgaire et citation d'auteurs                               | Nom vulgaire maltais (Mt) et anglais (En) (langues officielles de Malte) | Origine et statut à Malte | Aire de répartition                             | Statut UICN mondial | Image                    |
| ------------------------------------------------------------------------------- | ------------------------------------------------------------------------ | ------------------------- | ----------------------------------------------- | ------------------- | ------------------------ |
| Miniopterus schreibersii (Minioptère de Schreibers) (Kuhl, 1817)                | Mt : — aucun — En : Common bent-wing bat                                 | Autochtone                | Aire de répartition du Minioptère de Schreibers | [ 18 ]              | Minioptère de Schreibers |
| Myotis myotis (Grand Murin) (Borkhausen, 1797)                                  | Mt : — aucun — En : Greater mouse-eared bat                              | Peut-être autochtone,     | Aire de répartition du Grand Murin              | [ 19 ]              | Grand Murin              |
| Myotis punicus (Murin du Maghreb) Felten, Spitzenberger & Storch, 1977          | Mt : — aucun — En : Felten's myotis                                      | Autochtone                | Aire de répartition du Murin du Maghreb         | [ 21 ]              | Murin du Maghreb         |
| Eptesicus serotinus (Sérotine commune) (Schreber, 1774)                         | Mt : — aucun — En : Serotine bat                                         | Autochtone                | Aire de répartition de la Sérotine commune      | [ 22 ]              | Sérotine commune         |
| Nyctalus noctula (Noctule commune) (Schreber, 1774)                             | Mt : — aucun — En : Common noctule                                       | Autochtone                | Aire de répartition de la Noctule commune       | [ 23 ]              | Noctule commune          |
| Pipistrellus kuhlii (Pipistrelle de Kuhl) (Kuhl, 1817)                          | Mt : — aucun — En : Kuhl's pipistrelle                                   | Autochtone                | Aire de répartition de la Pipistrelle de Kuhl   | [ 24 ]              | Pipistrelle de Kuhl      |
| Pipistrellus pipistrellus (Pipistrelle commune) (Schreber, 1774)                | Mt : — aucun — En : Common pipistrelle                                   | Autochtone                | Aire de répartition de la Pipistrelle commune   | [ 25 ]              | Pipistrelle commune      |
| Pipistrellus pygmaeus (Pipistrelle pygmée) (Leach, 1825)                        | Mt : — aucun — En : Soprano pipistrelle                                  | Peut-être autochtone,     | Aire de répartition de la Pipistrelle pygmée    | [ 27 ]              | Pipistrelle pygmée       |
| Hypsugo savii (Vespère de Savi) (Bonaparte, 1837)                               | Mt : — aucun — En : Savi's pipistrelle                                   | Autochtone                | Aire de répartition du Vespère de Savi          | (LC)                | Vespère de Savi          |
| Plecotus austriacus (Oreillard gris) (J. Fischer, 1829)                         | Mt : — aucun — En : Grey long-eared bat                                  | Peut-être autochtone,     | Aire de répartition de l'Oreillard gris         | [ 28 ]              | Oreillard gris           |
| (?) Plecotus gaisleri (Oreillard de Gaisler) Benda, Kiefer, Hanák & Veith, 2004 | Mt : — aucun — En : Gaisler's long-eared bat                             | Autochtone                | Illustration manquante                          | (NE)                | Illustration manquante   |

## Ordre:Cétacés

### Famille:Balænoptéridés
| Nom binominal, nom vulgaire et citation d'auteurs       | Nom vulgaire maltais (Mt) et anglais (En) (langues officielles de Malte) | Origine et statut à Malte | Aire de répartition                   | Statut UICN mondial | Image          |
| ------------------------------------------------------- | ------------------------------------------------------------------------ | ------------------------- | ------------------------------------- | ------------------- | -------------- |
| Balaenoptera physalus (Rorqual commun) (Linnaeus, 1758) | Mt : — aucun — En : Fin whale                                            | Autochtone                | Aire de répartition du Rorqual commun | [ 30 ]              | Rorqual commun |

### Famille:Delphinidés
| Nom binominal, nom vulgaire et citation d'auteurs             | Nom vulgaire maltais (Mt) et anglais (En) (langues officielles de Malte) | Origine et statut à Malte | Aire de répartition                               | Statut UICN mondial | Image                      |
| ------------------------------------------------------------- | ------------------------------------------------------------------------ | ------------------------- | ------------------------------------------------- | ------------------- | -------------------------- |
| Delphinus delphis (Dauphin commun à bec court) Linnaeus, 1758 | Mt : — aucun — En : Short-beaked common dolphin                          | Autochtone                | Aire de répartition du Dauphin commun à bec court | [ 31 ]              | Dauphin commun à bec court |
| Stenella coeruleoalba (Dauphin bleu et blanc) (Meyen, 1833)   | Mt : — aucun — En : Striped dolphin                                      | Autochtone                | Aire de répartition du Dauphin bleu et blanc      | [ 33 ]              | Dauphin bleu et blanc      |
| Tursiops truncatus (Grand Dauphin commun) (Montagu, 1821)     | Mt : — aucun — En : Common bottlenose dolphin                            | Autochtone                | Aire de répartition du Grand Dauphin commun       | [ 34 ]              | Grand Dauphin commun       |
| Globicephala melas (Globicéphale noir) (Traill, 1809)         | Mt : Baleni piloti tal-pinen twal En : Long-finned pilot whale           | Peut-être autochtone,     | Aire de répartition du Globicéphale noir          | [ 35 ]              | Globicéphale noir          |
| Grampus griseus (Dauphin de Risso) (G. Cuvier, 1812)          | Mt : — aucun — En : Risso's dolphin                                      | Autochtone                | Aire de répartition du Dauphin de Risso           | [ 36 ]              | Dauphin de Risso           |
| Orcinus orca (Orque) (Linnaeus, 1758)                         | Mt : Baleni qattiela En : Killer whale                                   | Autochtone                | Aire de répartition de l'Orque                    | [ 37 ]              | Orque                      |
| Pseudorca crassidens (Fausse Orque) (Owen, 1846)              | Mt : — aucun — En : False killer whale                                   | Peut-être autochtone,     | Aire de répartition de la Fausse Orque            | [ 38 ]              | Fausse Orque               |
| Steno bredanensis (Sténo) (G. Cuvier in Lesson, 1828)         | Mt : — aucun — En : Rough-toothed dolphin                                | Peut-être autochtone      | Aire de répartition du Sténo                      | [ 39 ]              | Sténo                      |

### Famille:Physétéridés
| Nom binominal, nom vulgaire et citation d'auteurs      | Nom vulgaire maltais (Mt) et anglais (En) (langues officielles de Malte) | Origine et statut à Malte | Aire de répartition                   | Statut UICN mondial | Image          |
| ------------------------------------------------------ | ------------------------------------------------------------------------ | ------------------------- | ------------------------------------- | ------------------- | -------------- |
| Physeter macrocephalus (Grand Cachalot) Linnaeus, 1758 | Mt : — aucun — En : Sperm whale                                          | Autochtone                | Aire de répartition du Grand Cachalot | [ 40 ]              | Grand Cachalot |

### Famille:Ziphiidés
| Nom binominal, nom vulgaire et citation d'auteurs             | Nom vulgaire maltais (Mt) et anglais (En) (langues officielles de Malte) | Origine et statut à Malte | Aire de répartition                               | Statut UICN mondial | Image                   |
| ------------------------------------------------------------- | ------------------------------------------------------------------------ | ------------------------- | ------------------------------------------------- | ------------------- | ----------------------- |
| Ziphius cavirostris (Baleine à bec de Cuvier) G. Cuvier, 1823 | Mt : — aucun — En : Cuvier's beaked whale                                | Peut-être autochtone      | Aire de répartition de la Baleine à bec de Cuvier | [ 41 ]              | Baleine à bec de Cuvier |

## Ordre:Carnivores

### Famille:Canidés
| Nom binominal, nom vulgaire et citation d'auteurs | Nom vulgaire maltais (Mt) et anglais (En) (langues officielles de Malte) | Origine et statut à Malte | Aire de répartition                | Statut UICN mondial | Image       |
| ------------------------------------------------- | ------------------------------------------------------------------------ | ------------------------- | ---------------------------------- | ------------------- | ----------- |
| Canis lupus (Loup gris) Linnaeus, 1758            | Mt : Lupu En : Gray wolf                                                 | Allochtone (Introduit)    | Aire de répartition du Loup gris   | [ 43 ]              | Loup gris   |
| Vulpes vulpes (Renard roux) (Linnaeus, 1758)      | Mt : Volpi En : Red fox                                                  | Peut-être autochtone,     | Aire de répartition du Renard roux | [ 44 ]              | Renard roux |

### Famille:Mustélidés
| Nom binominal, nom vulgaire et citation d'auteurs | Nom vulgaire maltais (Mt) et anglais (En) (langues officielles de Malte) | Origine et statut à Malte | Aire de répartition                        | Statut UICN mondial | Image            |
| ------------------------------------------------- | ------------------------------------------------------------------------ | ------------------------- | ------------------------------------------ | ------------------- | ---------------- |
| Mustela nivalis (Belette d'Europe) Linnaeus, 1766 | Mt : — aucun — En : Least weasel                                         | Allochtone (Introduit)    | Aire de répartition de la Belette d'Europe | [ 46 ]              | Belette d'Europe |

### Famille:Phocidés
| Nom binominal, nom vulgaire et citation d'auteurs                | Nom vulgaire maltais (Mt) et anglais (En) (langues officielles de Malte) | Origine et statut à Malte | Aire de répartition                                 | Statut UICN mondial | Image                        |
| ---------------------------------------------------------------- | ------------------------------------------------------------------------ | ------------------------- | --------------------------------------------------- | ------------------- | ---------------------------- |
| Monachus monachus (Phoque moine de Méditerranée) (Hermann, 1779) | Mt : — aucun — En : Mediterranean monk seal                              | Autochtone (Disparu),     | Aire de répartition du Phoque moine de Méditerranée | [ 47 ]              | Phoque moine de Méditerranée |

### Famille:Félidés
| Nom binominal, nom vulgaire et citation d'auteurs | Nom vulgaire maltais (Mt) et anglais (En) (langues officielles de Malte) | Origine et statut à Malte | Aire de répartition                 | Statut UICN mondial | Image        |
| ------------------------------------------------- | ------------------------------------------------------------------------ | ------------------------- | ----------------------------------- | ------------------- | ------------ |
| Felis silvestris (Chat sauvage) Schreber, 1777    | Mt : Qattus En : Wildcat                                                 | Allochtone (Introduit)    | Aire de répartition du Chat sauvage | [ 48 ]              | Chat sauvage |